# Delias angabungana
Delias angabungana is een vlindersoort uit de familie van de Pieridae (witjes), onderfamilie Pierinae.
Delias angabungana werd in 1928 beschreven door Talbot.